# Enciclopedia cunoașterii relative și absolute
Enciclopedia cunoașterii relative și absolute (titlu original L'Encyclopédie du Savoir Relatif et Absolu, cunoscut și sub prescurtarea L'ESRA) este un dicționar de lucruri scris de Bernard Werber și care cuprinde diverse texte de la rețete de pâine la explicația numărului Zero.
Cartea este o copie (fictivă) a Testamentului lui Edmond Wells, unchiul personajului principal din cartea Furnicile. 
Cartea este intitulată Enciclopedia cunoașterii relative și absolute și este prezentată, articol după articol, în Trilogia Furnicile (Furnicile, Ziua furnicilor, Revoluția furnicilor), precum și în trilogia Nous les dieux.  